# Iman Griffith
Iman Griffith (Amsterdam, 2 december 2001) is een Nederlands voetballer van Surinaamse afkomst die als aanvaller voor Roda JC speelt.

## Carrière
Iman Griffith speelde tot 2017 in de jeugd van AVV Zeeburgia. Sindsdien speelt hij in de jeugdopleiding van AZ. Hij debuteerde voor Jong AZ in de Eerste divisie op 25 oktober 2019, in de met 3-2 verloren uitwedstrijd tegen FC Volendam. Griffith kwam in de 72e minuut in het veld voor Zakaria Aboukhlal. In totaal speelde hij 77 wedstrijden voor het team, waarbij hij tien keer scoorde.
Het seizoen 2023-2024 speelde hij op huurbasis bij Eredivisie club Fortuna Sittard. Hij debuteerde op 3 september 2023 tegen Ajax (0-0). Hij kwam in de 88e minuut in het veld voor Tijjani Noslin. Griffith kwam 14 keer uit voor Fortuna.
Medio 2024 stapte Griffith over naar Roda JC Kerkrade. Hij debuteerde in de eerste speelronde tegen zijn oude club Jong AZ (1-6). Hij kwam een halfuur voor tijd in de ploeg voor Enrique Peña Zauner.

## Statistieken
| Seizoen | Club              | Competitie     | Competitie | Competitie | Beker | Beker | Overig | Overig | Totaal | Totaal |
| Seizoen | Club              | Competitie     | Wed.       | Dlp.       | Wed.  | Dlp.  | Wed.   | Dlp.   | Wed.   | Dlp.   |
| ------- | ----------------- | -------------- | ---------- | ---------- | ----- | ----- | ------ | ------ | ------ | ------ |
| 2019/20 | Jong AZ           | Eerste divisie | 2          | 0          | 0     | 0     | 0      | 0      | 2      | 0      |
| 2020/21 | Jong AZ           | Eerste divisie | 7          | 0          | 0     | 0     | 0      | 0      | 7      | 0      |
| 2021/22 | Jong AZ           | Eerste divisie | 32         | 5          | 0     | 0     | 0      | 0      | 32     | 5      |
| 2022/23 | Jong AZ           | Eerste divisie | 33         | 5          | 0     | 0     | 0      | 0      | 33     | 5      |
| 2023/24 | Jong AZ           | Eerste divisie | 3          | 0          | 0     | 0     | 0      | 0      | 3      | 0      |
| 2023/24 | → Fortuna Sittard | Eredivisie     | 12         | 0          | 2     | 0     | 0      | 0      | 14     | 0      |
| 2024/25 | Roda JC Kerkrade  | Eerste divisie | 14         | 1          | 1     | 0     | 0      | 0      | 15     | 1      |
| Totaal  | Totaal            | Totaal         | 103        | 11         | 3     | 0     | 0      | 0      | 106    | 11     |

Bijgewerkt op 28 mei 2025.